# Popo Park
Popo Park är en ort i Mexiko, uppkallad efter den närbelägna vulkanen Popocatépetl. Popo Park tillhör kommunen Atlautla i delstaten Mexiko, i den centrala delen av landet. Orten hade 1 214 invånare vid folkräkningen 2010, och är kommunens femte största samhälle.